# 1955年上海
|        | 上海历史 |
| 世紀： | 19世紀上海 \| 20世紀上海 \| 21世紀上海                                                                                     |
| 年代： | 1920年代上海 \| 1930年代上海 \| 1940年代上海 \| 1950年代上海 \| 1960年代上海 \| 1970年代上海 \| 1980年代上海               |
| 年份： | 1951年上海 \| 1952年上海 \| 1953年上海 \| 1954年上海 \| 1955年上海 \| 1956年上海 \| 1957年上海 \| 1958年上海 \| 1959年上海 |
| 紀年： | 乙未年（羊年）、上海开埠112周年、上海设市28周年                                                                            |

## 主要官员

### 党委
- 市委第一书记：柯庆施

### 人大（第一届）
无常设机关

### 政府→人民委员会
- 市长：陈毅

### 法院
- 院长：汤镛[註 1]→魏明

### 检察院
- 检察长：王范

### （党）纪委
- 书记：王尧山、王一平、郑平[註 2]

### 协商委员会→政协
- 主席：陈毅→主席：柯庆施

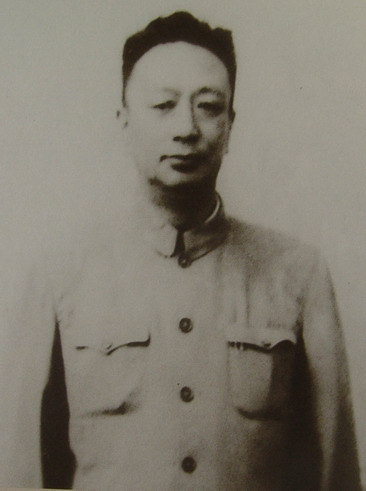
第一书记、政协主席柯庆施
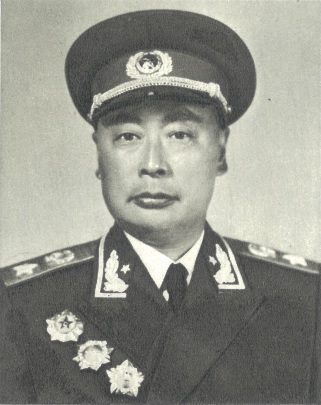
市长、协商委员会主席陈毅

## 大事记
1月1日——上海-南京-武汉-北京民航班机开航。
1月15日——《解放日报》报道姚大狗事件。农民姚大狗因付不出预缴费，遭市第二人民医院拒收，拖延病情致死。全市卫生系统因此开展批判学习运动。
1月21日——上海灯泡厂郑良永、朱昌白试制成功全国第一根国产灯用钨丝，是日工厂开始生产。
1月28日——大陈岛解放后，上海、温州间航道畅通。
1月30日——上海开始开展对胡风的批判。
2月6日——上海市郊开始对养猪户实行生猪派养派贴，一般派养1～2头，购留各半。
2月29日——破获反动会道门中教道义会、西乾道图谋暴动案。
2月，中共上海市委提出紧缩人口和加强战备的方针。8月决定采取“停止发展，改造运用”方针。是年全市人口减少26万多人，工业总产值在全国的比重由1952年19.8%降至17.4%。
3月14日——毛泽东就黄炎培信中关于家乡农民吃不饱等问题，复函指出农村粮食问题已经采取措施，下一年度可以缓和下来，目前仍有些紧张。
3月,上海钢琴选手傅聪获波兰肖邦钢琴比赛第三名和《玛祖卡》最获表演奖，为中国音乐家首次在世界钢琴演奏大赛中获奖。
4月3日——上海市委第三书记、副市长潘汉年被逮捕审查。1982年8月23日平反昭雪，恢复名誉。
4月16～24日,上海电信局承担中国代表团参加万隆亚非会议期间的电信任务。
4月29日,上海市基督教三自爱国运动委员会成立。
5月13日——上海文艺界对所谓“胡风反革命集团”开展批判。上海一批作家受到不公正的处理。
6月,上海市公证处成立。
7月29日——市人民委员会通过动员农民回乡生产方案。
7月，根据中央指示，中共上海市委在全市党政机关和工厂、学校和企事业单位开展肃清暗藏的反革命分子的斗争。分5批进行，234万人参加。到1957年7月基本结束。根据国务院决定，上海国营、地方国营、公私合营企业，事业单位和国家机关职工全部实行货币工资制。
8月12日——上海市人委接受私营棉纺、毛纺、麻纺、搪瓷、造纸、卷烟、面粉、碾米等8个行业共166个工厂及2个私营冷藏制冰厂业主公私合营申请。上海对私营工商业改造从单个企业公私合营发展到全行业公私合营。
8月,上海市郊农村实行粮食定产、定购、定销到户的办法。首次发行上海市通用粮票，实行居民凭粮票、购粮证和单位凭工商行业用粮供应证到指定粮店按计划购粮。
9月3日——人民检察院上海分院成立。至10月中旬各区人民检察院全部成立。
9月8日——上海市公安机关破获暗藏在天主教内的龚品梅反革命集团，逮捕上海天主教区原主教龚品梅等人。
10月1日——《文汇报》改为周双刊，每周三、六出版。
10月13日——钱学森由美归国，在沪与家人团聚。
10月23日——中国集邮公司上海分公司成立。
11月2日——江湾体育场修建竣工。
11月9日——国务院批准上海市第一个五年计划。
11月23日——全国最大的私营百货商店上海永安公司公私合营。
12月6日——全市召开干部大会，传达《中共中央关于资本主义工商业改造问题的决议（草案）》。17日全市500名职工以上的大型私营工厂基本实行公私合营。
12月13日——市工商联举行8000人大会，传达毛泽东等关于资本主义工商业进行社会主义改造的指示。24日市一届人大三次会议通过对私营工商业改造的决议。
12月29日——中共上海市委防治血吸虫病领导小组成立。

## 政府
- 2月5～12日,市第一届人民代表大会第二次会议召开。选举陈毅为市长。会议决定将上海市人民政府改为上海市人民委员会（简称市人委）。下半年各区人民政府也先后改称区人委。
- 3月27日——中国国民党革命委员会上海市第一次党员代表大会召开，选举产生民革上海市第一届委员会。
- 5月5日,市三届二次各界人民代表大会协商委员会第八次常委会会议召开。通过中国人民政治协商会议上海市委员会（简称市政协）27个界的275名第一届委员名单。12～15日市政协召开一届一次全体会议。选出主席、副主席和常委，柯庆施任主席。

## 行政区划
12月，老闸区并入黄浦区，北站区并入闸北区，常熟区并入徐汇区，北四川路区并入虹口区，撤销嵩山区、静安区。

## 上海与中国经济建设
- 10月18日——第一支由90人组成的上海青年志愿垦荒队，到江西省德安县九仙岭农村务农，创建德安县第一个高级农业生产合作社。至1956年1月全市共动员4721户、7498个劳动力（连家属共12961人）赴江西省垦荒。

## 上海同世界的交流
- 7月，上海市开始承担第一个对外经济技术援助项目，帮助越南筹建统一火柴厂。统计至1993年，上海先后为37个亚、非、拉美和东欧国家援建轻、纺、化、电、冶金、机械、仪表、造船等成套项目共198项，向受援国派出专家、工程技术人员7000多人次。